# Prix Mariano-Rivera
Le Prix Mariano Rivera (en anglais : Mariano Rivera American League Reliever of the Year Award) est un prix remis par la Ligue majeure de baseball. Il récompense annuellement le meilleur lanceur de relève de la Ligue américaine.

## Histoire
Créé en avril 2014, le prix est nommé en l'honneur de l'ancien releveur étoile Mariano Rivera. Son équivalent pour les lanceurs de la Ligue nationale de baseball est le prix Trevor Hoffman. Ces deux prix remplacent des honneurs équivalents : le Rolaids Relief Man of the Year Award, décerné de 1976 à 2012, et les prix des meilleurs releveurs de l'année et du mois octroyé par la Ligue majeure de baseball de 2005 à 2013.
Le premier gagnant est annoncé le 22 octobre 2014 et il s'agit de Greg Holland des Royals de Kansas City. En 2017, Craig Kimbrel, qui avait reçu le prix Trevor Hoffman en 2014, est le premier lauréat à avoir remporté le prix équivalent dans l'autre ligue. 

## Gagnants
| Année | Gagnant           | Équipe                |
| ----- | ----------------- | --------------------- |
| 2014  | Greg Holland      | Royals de Kansas City |
| 2015  | Andrew Miller     | Yankees de New York   |
| 2016  | Zach Britton      | Orioles de Baltimore  |
| 2017  | Craig Kimbrel     | Red Sox de Boston     |
| 2018  | Edwin Díaz        | Mariners de Seattle   |
| 2019  | Aroldis Chapman   | Yankees de New York   |
| 2020  | Liam Hendriks     | Athletics d'Oakland   |
| 2021  | Liam Hendriks (2) | White Sox de Chicago  |